# Gunnar Larsson
Gunnar Larsson (n. 12 mai 1951, Malmö, Malmöhus⁠(d), Suedia) este un înotător suedez, medaliat olimpic. A participat la 2 ediții ale Jocurilor Olimpice (1968, 1972) în care a câștigat două medalii de aur.